# قادرلی
کادیرلی (به ترکی: Kadirli به معنای قادری) یکی از شهرستان‌های استان عثمانیه ترکیه است.
این شهرستان در دشت‌های کیلیکیه و چوکوروا واقع شده‌است.